# Пам'ятки історії Козятинського району
У Козятинському районі Вінницької області на обліку перебуває   101 пам'ятка історії.
| № п/п | Охоронний № | Найменування пам’ятки | Адреса                                                                                              | Дата (епоха)              | Дата відкриття або виявлення | Автори                                 | Матеріал                                               | Основні розміри                                       | Рішення про взяття під охорону                             |
| ----- | ----------- | --- | --------------------------------------------------------------------------------------------------- | ------------------------- | ---------------------------- | -------------------------------------- | ------------------------------------------------------ | ----------------------------------------------------- | ---------------------------------------------------------- |
| 1.    | 170         | Пам’ятник 67 воїнам – односельчанам, загиблим на фронтах ВВВ | с. Безіменне, Безіменська с/р,в центрі села                                                         | 1941-45 рр.               | 1972 р.                      | Київський худ. фонд                    | ск. з/б,пост.бетон                                     | ск. 2,7 м,п.1,2х5х2 м                                 | № 31310.06.1971 р.                                         |
| 2.    | 15          | Братська могила 650 жертв голодомору | с. Безіменне, Безіменська с/р, на кладовищі                                                         | 1932-33 рр.               | 1993 р.                      | місцеві майстри                        | з/бетон                                                | 2,5 м                                                 | №50120.12.1993р                                            |
| 3.    | 38          | Могила радянського воїна, загиблого при звільненні села | с. Безіменне, Безіменська с/р, центр села                                                           | 1944 р.                   | 1995 р.                      | місцеві майстри                        | метал                                                  | об. 1 м                                               | №47029.12.2002 р.                                          |
| 4.    | 394         | Пам’ятник 145 воїнам – односельчанам, загиблим на фронтах ВВВ | с. Білопілля, Білопільська с/р, біля дитячого садка                                                 | 1941-45 рр.               | 1965 р.                      | місцеві майстри                        | об. граніт,пост.граніт                                 | об. 2,5 м,п.1х0,8х0,8 м                               | № 31310.06.1971 р.                                         |
| 5.    | 395         | Пам’ятник 71 воїнам – односельчанам, загиблим на фронтах ВВВ | с. Блажіївка, Дубовомахарине-цька с/р, вул. Червоноармійська                                        | 1941-45 рр.               | 1965 р.                      | місцеві майстри                        | об. бетон                                              | об. 1,8 м                                             | № 31310.06.1971 р.                                         |
| 6.    | 55          | Братська могила воїнів Радянської Армії, загиблих при звільненні села                                                                                                 | с. Блажіївка, Дубовомахарине-цька с/р, на кладовищі                                                 | 1944 р.                   | 1965 р.                      | місцеві майстри                        | бетон                                                  | об. 1,8 м,могила 1,7х6 м                              | №22822.05.1986 р.                                          |
| 7.    | 171         | Пам’ятник воїнам – односельчанам, загиблим на фронтах ВВВ | смт. Бродецьке, Бродецька сел/р,вул. Перемоги                                                       | 1944 р.                   | 1971 р.                      | ск. П.М.Мельничук                      | ск. з/бетон,пост.бетон                                 | ск. м,п.1,2х2,5х2,2 м                                 | № 2919.06.1977 р.                                          |
| 8.    | 172         | Пам’ятник 40 воїнам – односельчанам, загиблим на фронтах ВВВ | с. Великий Степ, Миколаївська с/р, в центрі села                                                    | 1944 р.                   | 1973 р.                      | Київський худ. фонд                    | ск. з/бетон,пост. бетон                                | ск. 2,5 мп.1,8х2,3х1,6 м                              | № 2919.06.1977 р.                                          |
| 9.    | 396         | Пам’ятник 47 воїнам – односельчанам, загиблим на фронтах ВВВ | с. Велике, Вернигородецька с/р, в центрі села                                                       | 1941-45 рр.               | 1968 р.                      | місцеві майстри                        | об. бетон,пост.бетон                                   | об. 3 м,п.0,7х1,4х1,4 м                               | № 31310.06.1971 р.                                         |
| 10.   | 397         | Пам’ятник 72 воїнам – односельчанам, загиблим на фронтах ВВВ | с. Верболози, Вернигородецька с/р, біля Будинку культури                                            | 1941-45 рр.               | 1966 р.                      | місцеві майстри                        | об. граніт,пост.граніт                                 | об. 5 м,п.1х2,8х1,2 м                                 | № 31310.06.1971 р.                                         |
| 11.   | 92          | Пам’ятник 123 воїнам – односельчанам, загиблим на фронтах ВВВ | с. Вернигородок, Вернигородецька с/р, біля Будинку культури                                         | 1941-45 рр.               | 1973 р.                      | місцеві майстри                        | об. граніт,пост.граніт                                 | об. 6 м,п.0,5х2х2 м                                   | № 9617.02.1983                                             |
| 12.   | 114         | Могила учасника громадянської війни Сизонюка Д.Д. | с. Вернигородок, Вернигородецька с/р, на кладовищі                                                  | 1918 р.                   | 1981 р.                      | місцеві майстри                        | граніт                                                 | об. 2 м                                               | №7520.02.1985 р.                                           |
| 13.   | 173         | Пам’ятник 201 воїнам – односельчанам, загиблим на фронтах ВВВ | с. Вівсяники, Вівсяницька с/р,біля Будинку культури                                                 | 1941-45 рр.               | 1969 р.                      | Київський худ. фонд                    | ск. з/бетон,пост.бетон                                 | ск. 2,5 м,п.1,5х1,4х1,4 м                             | № 2919.06. 1977 р.                                         |
| 14.   | 115         | Могила льотчика Марихіна О.А. | с. Вівсяники, Вівсяницька с/р,вул. Леніна                                                           | 1922-44 рр.               | 1981 р.                      | місцеві майстри                        | граніт                                                 | об.1,8 м                                              | №75 20.02.1985 р.                                          |
| 15.   | 380         | Братська могила 64 воїнів Радянської Армії, загиблих при звільненні села і пам’ятник 226 воїнам – односельчанам, загиблим на фронтах ВВВ                              | с. Вовчинець, Вовчинецька с/р,біля Будинку культури                                                 | 1944 р.,1941-45 рр.       | 1972 р.                      | місцеві майстри                        | ск. з/бетон,пост.бетон                                 | ск. 3 м,п.1,5х1,2х1,2 м                               | № 31310.06.1971 р.                                         |
| 16.   | 39          | Братська могила радянських воїнів, загиблих при звільненні села | с. Вовчинець, Вовчинецька с/р, на кладовищі                                                         | 1943 р.                   | 1974 р.                      | місцеві майстри                        | з/бетон                                                | ст. 4 м                                               | №47029.12.2002 р.                                          |
| 17.   | 58          | Пам’ятник 83 воїнам - односельчанам , загиблим на фронтах ВВВ | с. Воскодавинці, Воскодавинецька с/р, біля клубу                                                    | 1941-45 рр.               | 1979 р.                      | Київський худ. фонд                    | з/бетон                                                | ск. 3,2 м,п.0,45 м                                    | № 22822.05.1986 р.                                         |
| 18.   | 56          | Братська могила 159 воїнів Радянської Армії, загиблих при звільненні селища                                                                                           | с-ще Глухівці, Глухівська сел/р, біля церкви                                                        | 1944 р.                   | 1954 р.                      | місцеві майстри                        | граніт                                                 | ск. 3,25 м,п.1,02м, могила 2,35х6 м                   | № 22822.05.1986 р.                                         |
| 19.   | 57          | Могила невідомого льотчика | с-ще Глухівці, Глухівська сел/р, в лісі, територія лікарні                                          | 1941 р.                   | 1985 р.                      | Київський худ. фонд                    | бетон, метал                                           | п.0,7 м,ск. 3,8 м                                     | № 22822.05.1986 р.                                         |
| 20.   | 59          | Пам’ятник 196 воїнам – односельчанам, загиблим на фронтах ВВВ | с-ще Глухівці, Глухівська сел/р,в центрі села                                                       | 1941-45 рр.               | 1970 р.                      | Львів. худ. фонд                       | з/бетон                                                | ск.3,65 м,п.1,9 м                                     | -//-                                                       |
| 21.   | 398         | Пам’ятник 129 воїнам – односельчанам, загиблим на фронтах ВВВ | с. Гурівці, Непедівська с/р,біля Будинку культури                                                   | 1941-45 рр.               | 1967 р.,рест. 1985 р.        | Київський худ. фонд                    | ск. з/бетон,пост. цегла                                | ск. 2,6 мп.1,2х0,9х0,9 м                              | № 31310.06.1971 р.                                         |
| 22.   | 93          | Пам’ятник 198 воїнам – односельчанам, загиблим на фронтах ВВВ | с. Дубові Махаринці, Дубовомахари-нецька с/р, біля контори КСП                                      | 1941-45 рр.               | 1971 р.                      | ск. Л. Славов,арх. Ю. Макаревич        | ск. з/бетон,пост.бетон                                 | ск. 3 м,п.0,7х7,8х2,4 м                               | № 9617.02.1983                                             |
| 23.   | 381         | Братська могила 172 воїнів Радянської Армії, загиблих при звільненні села і пам’ятник 161 воїнам –односельчанам, загиблим на фронтах ВВВ                              | с. Жежелів, Жежелівська с/р,вул. Київська                                                           | 1944р., 1941-45 рр.       | 1958 р.                      | місцеві майстри                        | об. граніт,пост.граніт                                 | об. 4 м,п.2х1,3х1,3 м                                 | № 31310.06.1971 р.                                         |
| 24.   | 174         | Пам’ятник 96 воїнам – односельчанам, загиблим на фронтах ВВВ | с. Журбинці, Журбинецька с/р,біля Будинку культури                                                  | 1941-45 рр.               | 1974 р.                      | Київський худ. фонд                    | ск. з/бетон,пост. бетон                                | ск. 3,6 мп.4х3,4х2,8 м                                | № 29109.06.1977 р.                                         |
| 25.   | 60          | Пам’ятник 95 воїнам – односельчанам, загиблим на фронтах ВВВ | с. Збараж, Збаразська с/р, в центрі села                                                            | 1941-45 рр.               | 1977 р.                      | Житомир. худ. фонд                     | граніт                                                 | ск. 2 м,п.1,5 м                                       | №22822.05.1986 р.                                          |
| 26.   | 40          | Могила радянського воїна Васильєва В.В., загиблого при звільненні села                                                                                                | с. Збараж, Збаразська с/р, на кладовищі                                                             | 1944 р.                   | 1964 р.                      | місцеві майстри                        | граніт                                                 | ст. 1,7 м                                             | №47029.12.2002 р.                                          |
| 27.   | 41          | Братська могила 2 радянських воїнів, загиблих при звільненні села | с. Збараж, Збаразська с/р, центр села                                                               | 1944 р.                   | 1978 р.                      | місцеві майстри                        | граніт                                                 | ст. 1,8 м                                             | №47029.12.2002 р.                                          |
| 28.   | 42          | Братська могила 2 радянських воїнів, загиблих при звільненні села | с. Збараж, Збаразська с/р, на кладовищі                                                             | 1944 р.                   | 1968 р.                      | місцеві майстри                        | граніт                                                 | ст. 1,8 м                                             | №47029.12.2002 р.                                          |
| 29.   | 399         | Пам’ятник 92 воїнам – односельчанам, загиблим на фронтах ВВВ | с. Зозулинці, Зозулинецька с/р,біля клубу                                                           | 1941-45 рр.               | 1968 р.                      | Київський худ. фонд                    | ск. бетон,пост. бетон                                  | ск. 2,6 мп.0,3х1,4х1,4 м                              | № 31310.06.1971 р.                                         |
| 30.   | 43          | Братська могила 3 радянських воїнів, загиблих при звільненні села | с. Зозулинці, Зозулинецька с/р,вул. Леніна                                                          | 1944 р.                   | 2001 р.                      | місцеві майстри                        | граніт                                                 | ст. 2,2 мхр. 1.5 м                                    | №47029.12.2002 р.                                          |
| 31.   | 400         | Пам’ятник 64 воїнам – односельчанам, загиблим на фронтах ВВВ | с. Іванківці, Козятинська с/р,біля клубу                                                            | 1941-45 рр.               | 1967 р.                      | Київський худ. фонд                    | ск. бетон,п бетон                                      | ск. 3 м,п.1х1,5х0,9 м                                 | № 31310.06.1971 р.                                         |
| 32.   | 167         | Братська могила 99 воїнів Радянської Армії, загиблих при звільненні села                                                                                              | с. Йосипівка, Йосипівська с/р,на кладовищі                                                          | 1943-44 рр.               | 1975р.                       | місцеві майстри                        | об. з/бетон,пост.бетон                                 | об. 3,6 м,п.0,5х2,4х1,2 м                             | № 29109.06.1977                                            |
| 33.   | 401         | Пам’ятник 176 воїнам – односельчанам, загиблим на фронтах ВВВ | с. Йосипівка, Йосипівська с/р,біля клубу                                                            | 1941-45рр.                | 1967 р.                      | Київський худ. фонд                    | ск. з/бетон,пост цегла                                 | ск. 3 мп.2,2х1,6х1,6 м                                | № 31310.06.1971 р.                                         |
| 34.   | 405         | Пам’ятник 127 воїнам – односельчанам, загиблим на фронтах ВВВ | с. Козятин, Козятинська с/р,вул. Жовтнева                                                           | 1941-45 рр.               | 1965 р.                      | ск. Лисенком. Київ                     | ск. з/бетон,пост.бетон                                 | ск. 2,5 м,п.1х2х1,5 м                                 | № 31310.06.1971 р.                                         |
| 35.   | 44          | Могила афганця - капітана Шумбара В.І. | с. Козятин, Козятинська с/р,на кладовищі                                                            | 1984 р.                   | 1984 р.                      | місцеві майстри                        | граніт                                                 | ст.1,72 м                                             | №47029.12.2002 р.                                          |
| 36.   | 45          | Братська могила 14 радянських воїнів, загиблих при звільненні села | с. Козятин, Козятинська с/р,на кладовищі                                                            | 1943 р.                   | 2001 р.                      | місцеві майстри                        | граніт                                                 | ст. 1,03 м                                            | №47029.12.2002 р.                                          |
| 37.   | 402         | Пам’ятник 47 воїнам – односельчанам, загиблим на фронтах ВВВ | с. Кашперівка, Кашперівська с/р, вул. Жовтнева                                                      | 1941-45 рр.               | 1965 р.                      | -//-                                   | об граніт,бетон                                        | об. 2 м,п.1,2х1,8х1,6 м                               | № 31310.06.1971 р.                                         |
| 38.   | 384392      | Братська могила 1094 воїнів Радянської Армії, загиблим при звільненні с. Комсомольське та навколишніх сілМогила радянського воїна Л.П. Нікольського                   | с. Комсомольське, Комсомольська с/р, в паркус. Комсомольське, Комсомольська с/р, на території школи | 1943 р.1925-44 рр.        | 1952 р.1948 р.               | Київський худ. фондмісцеві майстри     | об. граніт,ск. з/б,пост.гранітоб. граніт, пост. граніт | об. 5 м,ск. 3,5м,п.0,8х3х1 моб. 2,2 м,п.0,4х0,7х0,6 м | № 31310.06.1971 р.№31310.06.1971 р.                        |
| 39.   | 41          | Братська могила 200 жертв голодомору | с. Комсомольське,Комсомольська с/р, вул. Шкільна                                                    | 1932-33 рр.               | 1993 р.                      | місцеві майстри                        | з/бетон                                                | 2 м                                                   | №50120.12.1993 р.                                          |
| 40.   | 46          | Братська могила 13 радянських воїнів, загиблих при звільненні села | с. Комсомольське, Комсомольська с/р, на кладовищі                                                   | 1943 р.                   | 1981 р.                      | місцеві майстри                        | метал                                                  | ст. 1,2 м                                             | №47029.12.2002 р.                                          |
| 41.   | 47          | Братська могила 3 радянських воїнів, загиблих при звільненні села | с. Комсомольське, Комсомольська с/р, на кладовищі                                                   | 1943 р.                   | 1994 р.                      | -//-                                   | метал                                                  | об. 1,2 м                                             | -//-                                                       |
| 42.   | 48          | Могила радянського воїна, загиблого при звільненні села | с. Комсомольське Комсомольська с/р, на кладовищі                                                    | 1943 р.                   | 1994 р.                      | місцеві майстри                        | метал                                                  | об. 1,1 м                                             | №47029.12.2002 р.                                          |
| 43.   | 49          | Могила радянського воїна, загиблого при звільненні села | с. Комсомольське, Комсомольська с/р, на кладовищі                                                   | 1943 р.                   | 1994 р.                      | місцеві майстри                        | метал                                                  | об. 1,1 м                                             | №47029.12.2002 р.                                          |
| 44.   | 406         | Пам’ятник 112 воїнам – односельчанам, загиблим на фронтах ВВВ | с. Кордишівка, Кордишівська с/р,в центрі села                                                       | 1941-45 рр.               | 1967р.,рест. 1983 р.         | Київський худ. фонд                    | ск. з/бетон,пост.бетон                                 | ск. 2,2 м,п.1,5х1,5х1,6 м                             | № 31310.06.1971 р.                                         |
| 45.   | 175         | Пам’ятник 97 воїнам – односельчанам, загиблим на фронтах ВВВ | с. Куманівка, Куманівська с/р,біля Будинку культури                                                 | 1941-45 рр.               | 1975                         | Київський худ. фонд                    | ск. з/бетон                                            | ск. 1,8 м                                             | № 2919.06. 1977 р.                                         |
| 46.   | 50          | Могила радянського воїна Бугери П.І., загиблого при звільненні села                                                                                                   | с. Листопадівка, Юрівська с/р, на кладовищі                                                         | 1943 р.                   | 1970 р.                      | місцеві майстри                        | цегла                                                  | об. 0,6 м                                             | №47029.12.2002 р.                                          |
| 47.   | 51          | Могила радянського воїна Зотенка В.В., загиблого при звільненні села                                                                                                  | с. Листопадівка, Юрівська с/р, при в’їзді в село                                                    | 1943 р.                   | 1970 р.                      | місцеві майстри                        | цегла                                                  | об. 0,6 м                                             | №47029.12.2002 р.                                          |
| 48.   | 52          | Братська могила 11 радянських воїнів, загиблих при звільненні села | с. Листопадівка, Юрівська с/р, на кладовищі                                                         | 1943 р.                   | 1970 р.                      | місцеві майстри                        | цегла                                                  | об. 0,6 м                                             | №47029.12.2002 р.                                          |
| 49.   | 62          | Пам’ятник 59 воїнам – односельчанам, загиблим на фронтах ВВВ | с. Лозівка, Самгородоцька с/р, вул. Миру                                                            | 1941-45 рр.               | 1978 р.                      | Житомир. худ. фонд                     | з/бетон                                                | 2,5 м                                                 | №22726.06.1987 р.                                          |
| 50.   | 385         | Пам’ятник 58 воїнам – односельчанам, загиблим на фронтах ВВВ | с. Лопатин, Миколаївська с/р,біля клубу                                                             | 1941-45 рр.               | 1975 р.                      | Київський худ. фонд                    | ск. з/б,бетон                                          | ск. 3,6 м,п.1,2х1,5х1,6 м                             | № 31310.06.1971 р.                                         |
| 51.   | 61          | Пам’ятник 27 воїнам – односельчанам, загиблим на фронтах ВВВ | с. Мала Клітинка, Поличинецька с/р, в центрі села                                                   | 1941-45 рр.               | 1985р.                       | Київський худ. фонд                    | граніт, з/бетон                                        | ск. 3 м,п.3,2 м                                       | №22822.05.1986 р.                                          |
| 52.   | 62          | Пам’ятник 55 воїнам – односельчанам, загиблим на фронтах ВВВ | с. Марківці, Комсомольська с/р, центр села                                                          | 1941-45 рр.               | 1985р.                       | Київський худ. фонд                    | граніт, з/бетон                                        | ск. 3,2м,п.3,2 м                                      | №22822.05.1986 р.                                          |
| 53.   | 94          | Пам’ятник 174 воїнам – односельчанам, загиблим на фронтах ВВВ | с. Махаринці, Махаринецька с/р, в центрі села                                                       | 1941-45 рр.               | 1973р.                       | Житомир. худ. фонд                     | ск. з/б,пост.бетон                                     | ск. 3,5 м,п1х1,2х1,2 м                                | № 9617.02.1983 р.                                          |
| 54.   | 28          | Пам’ятник воїнам – односельчанам і робітникам цукрозаводу | с. Махаринці, Махаринецька с/р, територія цукрозаводу                                               | 1941-45 рр.               | 1995р.                       | ск.П.Ф.Чорноіва-ненко, м. Козятин      | з/бетон, граніт                                        | 3,2 м                                                 | №44322.12.1997 р.                                          |
| 55.   | 55          | Могила радянського воїна Билименка П.П., загиблого при звільненні села                                                                                                | с. Махаринці, Махаринецька с/р, на кладовищі                                                        | 1943р.                    | 1985р.                       | місцеві майстри                        | залізо                                                 | хр. 1,5 м                                             | №47029.12.2002 р.                                          |
| 56.   | 53          | Братська могила 5 радянських воїнів, загиблих при звільненні села | с. Медведівка, Комсомольська с/р, біля водокачки                                                    | 1943р.                    | 2001р.                       | місцеві майстри                        | метал                                                  | об. 1,1 м                                             | №47029.12.2002 р.                                          |
| 57.   | 54          | Могила невідомого воїна, загиблого при звільненні села | с. Медведівка, Комсомольська с/р, на кладовищі                                                      | 1943р.                    | 2001р.                       | -//-                                   | метал                                                  | об. 1,6 м                                             | №47029.12.2002 р.                                          |
| 58.   | 176         | Пам’ятник 66 воїнам – односельчанам, загиблим на фронтах ВВВ | с. Миколаївка, Миколаївська с/р,біля будинку культури                                               | 1941-45 рр.               | 1973р.                       | Київськийхуд. фонд                     | ск. з/бетон,пост.бетон                                 | ск. 3 м,п.1,8х4х3 м                                   | № 2919.06.1977 р.                                          |
| 59.   | 386         | Братська могила 54 воїнів Радянської Армії, загиблих при звільненні села                                                                                              | с. Миколаївка, Миколаївська с/р, біля Будинку культури                                              | 1943-44 рр.               | 1958р.                       | Київськийхуд. фонд                     | ск. з/бетонпост. камінь                                | ск. 2,1 м,п. 2х1,6х1,6 м                              | №31310.06.1971 р.                                          |
| 60.   | 387         | Братська могила 83 воїнів Радянської Армії, загиблих при звільненні села                                                                                              | с. Миколаївка, Миколаївська с/р,територія цукрового заводу                                          | 1943-44 рр.               | 1959р.                       | Київський худ. фонд                    | ск. з/бетон,пост. цегла                                | ск. 1,8 м,п.1,9х2х2 м                                 | №31310.06.1971 р.                                          |
| 61.   | 61          | Братська могила 4 радянських воїнів, загиблих при звільненні села | с. Миколаївка, Миколаївська с/р, на кладовищі                                                       | 1943р.                    | 1984р.                       | місцеві майстри                        | граніт                                                 | ст. 1,3 м                                             | №47029.12.2002 р.                                          |
| 62.   | 407         | Пам’ятник 126 воїнам – односельчанам, загиблим на фронтах ВВВ | с. Михайлин, Михайлинська с/р, біля клубу                                                           | 1941-45 рр.               | 1967р.                       | Київський худ. фонд                    | ск. з/б,пост.бетон                                     | ск. 3 м,п.1х0,9х1,5 м                                 | № 31310.06.1971 р.                                         |
| 63.   | 56          | Могила радянського воїна, загиблого при звільненні села | с. Михайлин, Михайлинська с/р, на кладовищі                                                         | 1943р.                    | 1990р.                       | місцеві майстри                        | залізо                                                 | об. 1,3 м                                             | №47029.12.2002 р.                                          |
| 64.   | 57          | Могила радянського воїна Камкамідзе, загиблого при звільненні села | с. Михайлин, Михайлинська с/р, на кладовищі                                                         | 1943р.                    | 1989р.                       | місцеві майстри                        | дерево                                                 | об. 0,9 м                                             | №47029.12.2002 р.                                          |
| 65.   | 58          | Могила радянського воїна, загиблого при звільненні села | с. Михайлин, Михайлинська с/р,на кладовищі                                                          | 1943р.                    | 1990р.                       | -//-                                   | дерево                                                 | об. 0,9 м                                             | №47029.12.2002 р.                                          |
| 66.   | 59          | Могила радянського воїна, загиблого при звільненні села | с. Михайлин, Михайлинська с/р, на кладовищі                                                         | 1943р.                    | 1990р.                       | місцеві майстри                        | дерево                                                 | об. 0,9 м                                             | №47029.12.2002 р.                                          |
| 67.   | 60          | Братська могила 17 радянських воїнів, загиблих при звільненні села | с. Михайлин, Михайлинська с/р, на кладовищі                                                         | 1943р.                    | 1997р.                       | місцеві майстри                        | дерево                                                 | об. 0,9 м                                             | №47029.12.2002 р.                                          |
| 68.   | 177         | Пам’ятник 38 воїнам – односельчанам, загиблим на фронтах ВВВ | с. Молотківці, Безіменська с/р,в центрі села                                                        | 1941-45 рр.               | 1972р.                       | Житомир. худ. фонд                     | ск. з/бетон,пост.бетон                                 | ск. 3,5 м,п.1,1х4х2,5 м                               | № 2919.06. 1977 р.                                         |
| 69.   | 63          | Могила радянського воїна Зайцева В.С., загиблого при звільненні села                                                                                                  | с. Мухувата, Вівсянецька с/р, на кладовищі                                                          | 1943р.                    | 1996р.                       | місцеві майстри                        | граніт                                                 | ст. 1,2 м                                             | №47029.12.2002 р.                                          |
| 70.   | 64          | Могила невідомого воїна, загиблого при звільненні села | с. Мухувата, Вівсянецька с/р, на кладовищі                                                          | 1943р.                    | 1996р.                       | місцеві майстри                        | граніт                                                 | ст. 1,3 м                                             | №47029.12.2002 р.                                          |
| 71.   | 63          | Пам’ятник 42 воїнам – односельчанам, загиблим на фронтах ВВВ | с. Мшанець, Комсомольська с/р, в центрі села                                                        | 1941-45 рр.               | 1985р.                       | ск. Чорноіва-ненко П.Фм. Козятин       | граніт, з/бетон, метал                                 | ск.3,1 м,п.1,2 м                                      | №22822.05.1986 р.                                          |
| 72.   | 64          | Пам’ятник 46 воїнам – односельчанам, загиблим на фронтах ВВВ | с. Немиринці, Переможнянська с/р, біля клубу                                                        | 1941-45 рр.               | 1971р.                       | місцеві майстри                        | з/бетон                                                | ск.2,25 м.п.1,18 м                                    | №22822.05.1986 р.                                          |
| 73.   | 65          | Дві братські могили радянських воїнів і пам’ятник воїнам - воїнам-односельчанам, загиблим на фронтах ВВВ                                                              | с. Немиринці, Переможнянська с/р, центр села                                                        | 1943р., 1941-45 рр.       | 1975р.                       | місцеві майстри                        | з/бетон                                                | ск. 2,4 м                                             | №47029.12.2002 р.                                          |
| 74.   | 408         | Пам’ятник 129 воїнам – односельчанам, загиблим на фронтах ВВВ | с. Непедівка, Непедівська с/р,біля клубу                                                            | 1941-45 рр.               | 1968р.,новий1985 р.          | -//-                                   | граніт                                                 | ск. 1,5 м,п.1,5х1х1,5м                                | № 31310.06.1971 р.                                         |
| 75.   | 48          | Пам’ятник 150 жертвам голодомору | с. Непедівка, Непедівська с/р, біля церкви                                                          | 1932-33 рр.               | 1993р.                       | місцеві майстри                        | з/бетон                                                | 2,5 м                                                 | №50120.12.1993 р.                                          |
| 76.   | 65          | Пам’ятник воїнам – односельчанам, загиблим на фронтах ВВВ | с. Перемога, Перможнянська с/р, біля клубу                                                          | 1941-45 рр.               | 1975р.                       | Житомир. худ. фонд                     | з/бетон                                                | ск. 2,2 м,п.1,1 м                                     | №22822.05.1986 р.                                          |
| 77.   | 180         | Пам’ятник 85 воїнам – односельчанам, загиблим на фронтах ВВВ | с. Пляхова, Пляхова с/р, в центрі села                                                              | 1941-45 рр.               | 1973р.                       | місцеві майстри                        | об. граніт,п. граніт                                   | об. 2,3 м,п.1,3х0,8х0,7 м                             | №2919.05.1977 р.                                           |
| 78.   | 168         | Братська могила 44 воїнів Радянської Армії, загиблих при звільненні села                                                                                              | с. Поличинці, Поличенецька с/р, на кладовищі                                                        | 1944р.                    | 1974р.                       | ск. П.Н. Мельничук                     | ск. з/бетон,пост.бетон                                 | ск. 2,2 м,п.1,3х1,4х1,4 м                             | №2919.05.1977 р.                                           |
| 79.   | 409         | Пам’ятник 111 воїнам – односельчанам, загиблим на фронтах ВВВ | с. Поличинці, Поличенецька с/р,біля Будинку культури                                                | 1941-45 рр.               | 1969 р.                      | ск. Супрунарх. Корнеєв,м. Київ         | ск. бетон,пост.бетон                                   | ск. 2,9 м,п.1х1,4х1,4 м                               | № 31310.06.1971 р.                                         |
| 80.   | 388         | Братська могила 315 воїнів Радянської Армії, загиблих при звільненні села Пузирки, та навколишніх сіл і пам’ятник 89 воїнам – односельчанам,загиблим на фронтах ВВВ   | с. Пузирки, Пузирківська с/р,біля Будинку культури                                                  | 1944р.,1941-45 рр.        | 1967 р.                      | ск. Скоблико-ваарх. Богданова, м. Київ | ск. з/бетон,п. камінь                                  | ск. 1,8 м,п.1,5х2х1,2 м                               | №31310.06.1971 р.                                          |
| 81.   | 63          | Пам’ятник 36 воїнам – односельчанам, загиблим на фронтах ВВВ | с. Пустоха. Пиковецька с/р, вул. Комсомоль-ська                                                     | 1944 р.                   | 1984 р.                      | ск. П.Н. Мельничук                     | з/бетон                                                | 2,5 м                                                 | №22726.06.1987 р.                                          |
| 82.   | 379         | Братська могила 18 червоноармійців | с. Самгородок, Самгородоцька с/р, в центрі села                                                     | 1920р.                    | 1950 р.                      | місцеві майстри                        | об. бетон,пост. бетонск. з/б                           | об. 2,5 м,п.0,5х1,5х1,5 м                             | №31310.06.1971 р.                                          |
| 83.   | 389         | Братська могила 1034 воїнів Радянської Армії, загиблим при звільненні с.Самгородок, та навколишніх сіл і пам’ятник 139 воїнам – односельчанам,загиблим на фронтах ВВВ | с. Самгородок, Самгородоцька с/р, біля кінотеатру                                                   | 1944 р.1941-45 рр.        | 1970 р.                      | Київський худ. фонд                    | пост. камінь                                           | ск. 2,7 м,п 2,4х2х2 м                                 | №31310.06.1971 р.                                          |
| 84.   | 393         | Могила секретаря Самгородського райкому партії Барського А. О. | с. Самгородок, Самгородоцька с/р, біля спец. Школи                                                  | 1909-45 рр.               | 1947р.                       | місцеві майстри                        | об. бетон, пост.бетон                                  | об. 1,2 м,п.0,4х0,6х0,6 м                             | №31310.06.1971 р.                                          |
| 85.   | 66          | Могила радянського воїна Черничка О.В. | с. Самгородок, Самгородоцька с/р, на кладовищі                                                      | 1944р.                    | 1984р.                       | місцеві майстри                        | граніт                                                 | ст. 1,8 м                                             | №47029.12.2002 р.                                          |
| 86.   | 66          | Пам’ятник 99 воїнам – односельчанам, загиблим на фронтах ВВВ | с. Селище, Білопільська с/р, біля бібліотеки                                                        | 1941-45 рр.               | 1967р.                       | місцеві майстри                        | граніт                                                 | об.4,85 м                                             | №22822.05.1986 р.                                          |
| 87.   | 169         | Могила 2-х льотчиків | с. Сестринівка, Сестринівська с/р,в лісі                                                            | 1941р.                    | 1955р.                       | місцеві майстри                        | об. метал                                              | об. 1,3 м                                             | № 2919.06.1977 р.                                          |
| 88.   | 390         | Братська могила 77 воїнів Радянської Армії, загиблих при звільненні села                                                                                              | с. Сестринівка, Сестринівська с/р.на кладовищі                                                      | 1943 р.                   | 1955р.                       | місцеві майстри                        | об. дерево                                             | об. 1,3 м                                             | № 313 10.06.1971 р                                         |
| 89.   | 178         | Пам’ятник 268 воїнам – односельчанам, загиблим на фронтах ВВВ | с. Сестринівка, Сестринівська с/р,в центрі села                                                     | 1941-45 рр.               | 1975р.                       | Київський худ. фонд                    | ск. з/б,пост.бетон                                     | ск. 2,8 м,п.2,7х3х3 м                                 | № 2919.06. 1977 р.                                         |
| 90.   | 6           | Місце, де знаходився будинок, в якому з 1873 по 1882 рр. періодично проживав М.С.Грушевський                                                                          | с. Сестринівка, Сестринівська с/р, біля церкви                                                      | XIX ст.                   | 1994р.                       | місцеві майстри                        | камінь                                                 | 25х20 м                                               | Розпоряд-ження обл. держ. адміністрації № 25505.07.2006 р. |
| 91.   | 67          | Пам’ятник першому Президенту УНР М.Грушевському | с. Сестринівка, Сестринівська с/р, біля школи                                                       | 1866-1934 рр.             | 2001 р.                      | місцеві майстри                        | граніт                                                 | ст. 1 м                                               | №47029.12.2002 р.                                          |
| 92.   | 179         | Пам’ятник 19 воїнам – односельчанам, загиблим на фронтах ВВВ | с. Сигнал, Сокілецька с/р,біля Будинку культури                                                     | 1941-45 рр.               | 1970 р.                      | місцеві майстри                        | об. граніт,пост.бетон                                  | ск. 2,2 м,п.0,5х3,7х2,2 м                             | № 2919.06.1977 р.                                          |
| 93.   | 67          | Пам’ятник 75 воїнам – односельчанам, загиблим на фронтах ВВВ | с. Сокілець, Сокілецька с/р, біля Будинку культури                                                  | 1941-45 рр.               | 1977р.                       | Київський худ. фонд                    | з/бетон                                                | ск.3,1 м п.0,4 м                                      | №22822.05.1986 р.                                          |
| 94.   | 410         | Пам’ятник 79 воїнам – односельчанам, загиблим на фронтах ВВВ | с. Сошанське, Зозулинецька с/р, біля клубу                                                          | 1941-45 рр.               | 1968р.                       | Київський худ. фонд                    | ск. бетон,пост.бетон                                   | ск. 3,5 м,п.0,7х1,1х1,1 м                             | № 313 10.06.1971 р                                         |
| 95.   | 391         | Братська могила 266 воїнів Радянської Армії, загиблих при звільненні села і пам’ятник 78 воїнам –односельчанам, загиблим на фронтах ВВВ                               | с. Тернівка, Тернівська с/р, біля школи                                                             | 1943р.,1944р.,1941-45 рр. | 1967р.                       | ск. Т. Мель -ничук                     | об. граніт,ск. з/б,пост.цегла                          | об. 2,4 м,п.0,7х1,1х1,1 м                             | № 313 10.06.1971 р.                                        |
| 96.   | 411         | Пам’ятник 100 воїнам – односельчанам, загиблим на фронтах ВВВ | с. Флоріанівка, Флоріанівська с/р,біля клубу                                                        | 1941-45 рр.               | 1968р.                       | Київський худ. фонд                    | ск.бетон,пост.бетон                                    | ск. 2,5 м,п.1,2х1,5х1,5 м                             | № 313 10.06.1971 р                                         |
| 97.   | 181         | Пам’ятник 34 воїнам – односельчанам,загиблим на фронтах ВВВ | с. Чернички, Безіменська с/р,в центрі села                                                          | 1941-45 рр.               | 1972р.                       | Київський худ. фонд                    | ск. з/бетон,пост.бетон                                 | ск. 3,5 м.п.1х1,2х1,2 м                               | № 2919.06.1977 р.                                          |
| 98.   | 62          | Братська могила 3 радянських воїнів, загиблих при звільненні села | с. Широка Гребля, Михайлинська с/р, на кладовищі                                                    | 1943р.                    | 1984р.                       | місцеві майстри                        | граніт                                                 | ст. 1,3 м                                             | №47029.12.2002 р.                                          |
| 99.   | 68          | Пам’ятник 197 воїнам – односельчанам, загиблим на фронтах ВВВ | с. Юрівка, Юрівська с/р, в центрі села                                                              | 1941-45 рр.               | 1975р.                       | Вінниць-кий худ. фонд                  | з/бетон                                                | ск.4,2 м                                              | №22822.05.1986 р.                                          |
| 100.  | 68          | Могила радянського воїна, загиблого при звільненні села | с. Юрівка, Юрівська с/р, на кладовищі                                                               | 1943р.                    | 1985р.                       | місцеві майстри                        | цегла                                                  | 0,6 м                                                 | №4702.12.2002 р.                                           |
| 101.  | 69          | Могила радянського воїна, загиблого при звільненні села | с. Юрівка, Юрівська с/р, біля села                                                                  | 1943р.                    | 1985р.                       | місцеві майстри                        | цегла                                                  | 0,6 м                                                 | №4702.12.2002 р.                                           |
|       |             | | |                           |                              |                                        |                                                        |                                                       |                                                            |

## Джерело
- [Архівовано 19 червня 2012 у Wayback Machine.] Пам'ятки Вінницької області